# هانا مانتالا
هانا مانتالا (انگلیسی: Hanna Mäntylä؛ زادهٔ ۱۹ سپتامبر ۱۹۷۴) سیاستمدار اهل فنلاند و وزیر سابق امور اجتماعی و بهداشت فنلاند است. او در سال ۲۰۱۱ از لاپ‌لند برای مجلس فنلاند انتخاب شد. وی کرسی خود را در انتخابات پارلمانی ۲۰۱۵ حفظ کرد و در ماه مه ۲۰۱۵ به عنوان وزیر امور اجتماعی و بهداشت فنلاند منصوب شد.